# Joan Antoni Moreno
Joan Antoni Moreno, né le 4 avril 2000 à Pollença, est un céiste espagnol pratiquant la course en ligne dans les compétitions internationales séniors à partir de 2021.

## Carrière
Moreno pratique la course en ligne dans le club du Reial Club Náutic Port dans sa ville natale de Pollença. En 2021, il remporte son premier grand succès international chez les sénior aux championnats d'Europe de Poznan avec un titre champion d'Europe en canoë simple sur 200 mètres. Un an plus tard aux championnats du monde de Dartmouth, il devient champion du monde de canoë en C4-500m avec dans son équipage Graña, Fontán et Sieiro ; la même année, il remporte également un autre titre de champion d'Europe en C2-500 mètres avec Adrián Sieiro aux Championnats d'Europe à Munich.
En juillet 2023, il devient champion Espoir aux championnats du monde U23 en C-2 500m avec Diego Domínguez ; aux Championnats du monde 2023 à Duisburg, Moreno conserve le titre en C4-500m et remporte la médaille d'argent en canoë monoplace sur 200 mètres derrière l'Ouzbèke Artur Guliev.
En 2024, il remporte une médaille d'argent en coupe du monde à Szeged avec son compatriote Diego Domínguez puis il est médaillé de bronze aux Jeux olympiques d'été de 2024 en biplace sur 500m avec lui

## Palmarès

### Jeux olympiques
- 2024 à Vaires-sur-Marne,  France
  -  Médaille de bronze en C-2 500 m